# Christoph Frick (Fussballspieler, 1984)
Christoph Frick (* 24. Januar 1984) ist ein ehemaliger liechtensteinischer Fussballspieler.

## Karriere

### Verein
Seine Vereinslaufbahn ist bis auf Stationen beim Hauptstadtklub FC Vaduz, beim USV Eschen-Mauren sowie beim FC Schaan unbekannt.

### Nationalmannschaft
Frick absolvierte sein einziges Länderspiel in der liechtensteinischen Fussballnationalmannschaft am 8. September 2004 beim 0:7 gegen die Slowakei im Rahmen der Qualifikation zur Fussball-Weltmeisterschaft 2006, als er in der 71. Minute für Raphael Rohrer eingewechselt wurde.